# Кінтрала
Каталі́на де лос Рі́ос і Лі́спергер (ісп. Catalina de los Ríos y Lisperguer) більше відома як Кінтрала (ісп. La Quintrala) (1604—1665) — іспанська землевласниця у Чилі, відома своєю вродою, що проявила нечувану жорстокість і садизм щодо своїх слуг. З часом особа Кінтрали набула міфічних рис, в чилійській культурі стала уособленням колоніального гніту Іспанії та збірним образом жорстокої жінки-садистки.

## Біографія
Народилася 1604 року у заможній родині, дочка Гонсало де-лос-Ріос і Каталіни Ліспергер. Мала іспанське та німецьке коріння. Молода Каталіна відзначалася надзвичайною вродою, мала вогненно-руде волосся — звідси і отримала прізвисько «Кінтрала» за назвою місцевої червоної квітки у Патагонії. Сім'я була досить багатою, володіла численними маєтками в іспанських володіннях у Чилі і утримувала велику кількість рабів та кріпаків, які працювали на плантаціях. Її жорстокість стала легендарною. Найбільшого розголосу набуло її отруєння власного батька дона Гонсало 1622 року, коли їй було лише 18 років. 1626 року за ініціативи матері вбитого батька Кінтрала одружилася з Альфонсо Кампофріо Карвахалем, іспанським військовим. 
Молоде подружжя переїхало до маєтку чоловіка, де Кінтрала почала керувати господарством і жорстоко катувати рабів. Очевидно чоловік кохав її, дозволяв керувати рабами, закривав очі на її злочини і навіть сам брав участь у них. Попри це, у Кінтрали був принаймні один коханець, вбивство якого вона замовила своєму рабу і пізніше його стратила. Після смерті чоловіка у 1650 році стала єдиною господаркою великих маєтків і продовжила свої злочини, які за переказами очевидців набули рис чорної магії та сатанізму. Завдяки її знатному походженню та багатству Кінтрала довгий час уникала відповідальності. Зокрема, завдяки родовим зв'язкам з місцевим суддею 15 документально підтверджених злочинів жінки не були прийняті до суду. Народні перекази вказують на значно більшу кількість жертв Кінтрали, можливо декілька сотень замучених рабів, яких не рахували у кримінальних позовах проти неї. Нарешті у 1660 році проти неї була порушена кримінальна справа, її заарештували і помістили у в'язницю Сантьяго. Цього разу її звинувачували у 40 вбивствах, однак знову завдяки її багатству та впливу не змогли їх підтвердити у суді, тож Кінтралу відпустили. 
Перед смертю хвора Кінтрала, за переказами очевидців, розкаялася у своїх злочинах і повернулася до християнської віри. Вона померла у 1665 року в самотності і зневазі її сусідів, у заповіті залишила майже всі кошти католицькій церкві, заповіла 20 000 служб за власний упокій та за замучених нею рабів-індіанців. Статуя Христа, яка належала Кінтралі, вціліла під час землетрусу 13 травня 1647 року і за переказами мала чудотворні властивості. Це зображення та церква у маєтку землевласниці стали центром щорічної процесії Травневого Христа, котра відзначається 13 травня у Сантьяго дотепер.

## Значення
Образ Кінтрали набув міфічних рис ще за її життя. Її злочини та звинувачення у чорній магії передавалися з покоління у покоління. Католицька церква активно використовувала історію розкаяння Кінтрали і повернення її до релігії. У чилійській культурі цей образ жінки-садистки втілено в декількох романах, п'єсах, кінофільмі та телесеріалі.